# Департамент (адміністративно-територіальна одиниця)

Мапа, на якій показано країни світу, які мають департаменти як адміністративний поділ.
В якості першого рівня
В якості другого рівня

Департа́мент (фр. département, ісп. departamento; від фр. departement, утвореного від departir — «розділяти») — адміністративна одиниця Франції, а також Беніну, Болівії, інших.
- Департаменти Франції